# Calônimo ben Calônimo
Calônimo ben Calônimo ben Meir (hebraico: קלונימוס בן קלונימוס, romanizado Kalonymus ben Kalonymus ou também Qalonymos ben Qalonymos), também conhecido como Maestro Calo (Arles, 1286 – morreu após 1328) foi um filósofo judeu e tradutor dos Hachmei Provence: os Sábios da Provença (na antiga Occitânia, atual França). Ele estudou filosofia e literatura rabínica em Salon-de-Provence sob a direção de Abba Mari ben Eligdor e Moses ben Solomon de Beaucaire. Ele também estudou medicina, embora pareça nunca tê-la praticado.
Ele era de uma proeminente e distinta família judia provençal. O pai de Calônimo e o próprio Calônimo cada um tiveram o título de "Nasi" (príncipe).

## Em Roma
Por volta de 1314, Calônimo estabeleceu-se em Avignon, onde mais tarde se associou a Roberto, rei de Nápoles, que o enviou, munido de cartas de recomendação, em uma missão científica a Roma. A aprendizagem e o caráter de Calônimo ganharam para ele a consideração dos notáveis judeus romanos; e quando sua família, descobrindo que sua estada em Roma estava mais longa do que o previsto, chamou-o de volta, o poeta Emanuel, o Romano, escreveu uma carta ao Nasi Samuel de Arles, protestando em nome da comunidade judaica de Roma contra o retorno de Calônimo. Segundo Moritz Steinschneider e Gross, Calônimo foi o poeta referido por Emanuel (ib. p. 28) como tendo defendido a causa dos judeus romanos perante o papa em Avignon em 1321, mas esta afirmação precisa de confirmação, uma vez que as datas exatas da estadia de Calônimo em Roma não podem ser determinadas. Heinrich Graetz e Adolf Neubauer acreditam que Kalonymus foi para Roma depois de sua estada na Catalunha, que foi em 1322; e o fato de ele não mencionar Roma em seu Eben Boḥan confirma sua suposição. Em 1328 Calônimo estava em Arles, onde provavelmente permaneceu até sua morte, cuja data exata é desconhecida.

## Legado transgênero
Em um poema em Even Boḥan, Calônimo expressa lamento e amaldiçoa ter nascido menino, referindo-se ao seu pênis como um מוּם (múm), um "defeito", e deseja ter sido criado como uma mulher. Este poema tem sido cada vez mais adotado por alguns na comunidade judaica LGBT+ como uma expressão de disforia de gênero e identidade transgênero, sugerindo que o poeta pode ter sido uma mulher trans. O judaísmo tradicionalmente reconhece uma série de categorias de gênero ou (inter)sexuais além de homem e mulher (no entanto, esses gêneros são definidos em termos de características sexuais físicas, não de autopercepção), e é impossível saber a identidade de gênero deste pessoa que viveu no século XIX com certeza. Alguns estudiosos vêem Calônimo ben Calônimo como um possível exemplo de uma pessoa transgênero na história judaica. Steven Greenberg reconhece essa possibilidade, mas também sugere outra, de que Calônimo pode ter sido homossexual, perguntando: "Será que para Calônimo a única maneira de entender o desejo de ser amado por um homem é fantasiar ser uma mulher?" Segundo Toba Rosen, Calônimo faz uma crítica subversiva às suposições de gênero no judaísmo, tanto da vida do homem quanto da vida da mulher, no estilo medieval sério-cômico, em que "A constituição do homem é maximizada para incluir o homem que ele é e a mulher que ele já fora uma vez e ainda quer ser. A excursão feita por Qalonymos à feminilidade e de volta à masculinidade é uma ampliação do escopo da subjetividade masculina para que possa incluir alguns aspectos femininos."

Ao final desse poema, chamado de "Prece para Transformação", é expresso o desejo de transformação da condição masculina:
"Pai que estais no Céu, que fizestes milagres para nossos ancestrais com fogo e água, transformastes o fogo de Ur Kasdim para que não queimasse [Abraão]; Tu transformastes Diná no ventre de sua mãe [Leia, em uma menina]; Tu transformastes o cajado [de Moisés] a uma cobra diante de um milhão de olhos; Tu transformastes a mão (de Moisés) a um branco (leproso) e o Mar de Juncos em terra seca, e o fundo do mar em terra sólida e ressecada. Transformastes a rocha em água, a dura pederneira em fonte. Quem então me transformaria de homem em mulher? Se eu tivesse merecido este ser tão agraciado pela bondade, poderia ser agora a dona da casa, isenta do serviço militar!

O que eu devo dizer? Por que chorar ou ser amargo? Se meu Pai no Céu decretou sobre mim e me mutilou com uma deformidade imutável, então não desejo removê-la. A aflição do impossível é uma dor humana que nada curará e para a qual nenhum consolo pode ser encontrado. Então, suportarei e sofrerei até morrer e murchar no chão. Desde que aprendi com nossa tradição que abençoamos ambos, o bom e o amargo, abençoarei em voz baixa e fraca: bendito sois vós YHVH que não me fizestes uma mulher."

### Excerto daPrece para Transformação
| ארור האיש אשר בשר את אבי יולד לך בן חכם ועדיף מנביא עבדת הקדש עליו כישמעאל בן פאביא על הרי בשמים ירוץ למהר כאיל וכצבי לא יטמא בגלולי עמו בהחלו יבנה היכל המדע על תלו נר דלוק על ראשו ההולכים בחשך לאורו ילכו בהלו דם יחשב לאיש ההוא המבשר קללה תחשב לו כמה כתעותו נתיבות גלגלו וכמה טעה באצטגניבות שלו לשון שקר פי כסיל מתתה לו כי הפך לראש משפט ושטה שנה הדין והחליף השטה אוי למי שבניו זכרים: הוטל עליהם עול כבד סיגים וגדרים מהן בצינעה מהם בפרהסיא מהן המראית העין מהן בחדרי חדרים חקים חוקים ומצות נוראות, שלשה עשר ושש מאות: ומי האיש הלזה, שיקיים מה שכתב בזה? והיך יוכל להנצח זריז או עצל שלא יכשל ויחת ואף גם זאת לא יצא ידי חובתו הרשמה כי יצר תושיה ומזמה אם לא יעסוק בתורה ויפלפל בחכמה פירושי תורה ותעודה ספרא וספרי תוספתא וכלא תלמודא והחכמה עמודיה שבעה אל על ינשאו מהר וגבעה הנה ההגיון עמק עיון וגיא חזיון וחדור חכמת המספר לא יאמינו כי יסופר וחכמת המדות לא ישיגוה ענוגי העם בשדה ושדות בה ידע החוקר אם יהום נבה שמים וחקר תהום ולא יושבי במלונה קצה לתכונה ואם גלגל חוזר ומזלות קבועים אם הם נדים ונעים וחכמת הטבע מעלות בסלם שבע ובחכמת האלהות והצורות הטהורות והמה עשרת שהן עשר ספירות מי ימלל גבורות כמה לקה באצבע וכמה בחרפה ישבע אשר במטבע הזכרים הטבע נסתחפה שדהו טוב ישאהו עושהו אלו בראני, אומן שעשאני, אשה הגונה – היום הייתי חכמת לב ובעלת בינה. בידיה טוו אני ורעיותי מחזיקות בפלך מוזרת לבנה, מספרות זו עם זו פעם באור פעם באפלות, דברי הימים והבלי טפלות ואולי בי חכמתי ביותר מהטויה ואמרתי אשרי לדעת מעשה פשתים שריקות ואורגים חורי שפת כוס ופטורי ציציים כרובים ותימרות וכל הני מילי מעליתא צבע רקמתים ומחטא דתלמיותא | "Maldito seja aquele que anunciou a meu pai: “É um menino! Ele será inteligente e superior a um profeta. A sagrada obra será sua como com Yishmael ben Pavia Sobre as montanhas de especiarias ele correrá como a gazela e como o cervo Ele não será contaminado desde o início pelos ídolos imundos de seu povo Ele erguerá o salão da ciência em seu monte. A vela brilhará de sua cabeça e aqueles que andam nas trevas seguirão sua auréola radiante." Este mensageiro será considerado culpado de derramamento de sangue; maldito seja ele. Como pôde ele distorcer tanto o curso das estrelas? Como ele poderia ter errado tanto em sua astrologia? Uma língua mentirosa, uma boca de tolo que lhe dera Pois ele tolamente transformou a justiça em veneno Ele alterou a lei e transpôs as linhas. Ai daquele que tiver filhos homens Sobre eles foi colocado um pesado jugo de restrições e constrangimentos. Alguns em privado, alguns em público, alguns para evitar a mera aparência de violação e alguns entrando nos mais secretos dos lugares. Estatutos severos e mandamentos impressionantes seiscentos e treze quem é o homem capaz de cumpri-los todos ao pé da letra? Como ele escapará, seja diligente ou preguiçoso? Como ele não irá tropeçar? E mesmo que ele observasse tudo isso, ele ainda não terminou com sua lista de deveres. Pois o impulso (mau) é engenhoso e intrigante Se não se pode absorver o estudo da Torá e analisar afiadamente Interpretações da Torá e praticar Sifra, Sifri, Tosefta e todo o Talmude. Sete são os pilares da sabedoria. Eles voam muito acima de qualquer montanha ou colina. Aqui está a Lógica; [aqui estão] o vale da Filosofia e o vale da visão, e os segredos da Aritmética e da Geometria Eles não irão acreditar que podem ser contados; e a sabedoria das Medidas... eles não a obterão; os prazeres do povo no Campo e Plano pelo qual o buscador pode medir as alturas do céu e a profundidade do abismo. Aqueles que moram em um observatório não podem (medir) a extensão do Mapa Celestial e se a roda gira, ainda assim as constelações permanecem fixas, se elas são cansadas andarilhas. [Esses são] os sete degraus da escada. E quem elogiará a proeza [necessária para] o estudo das formas divinas e puras, que são dez, ou seja, as Dez Sefirot [da cabala] – quem pode expressar tal fortaleza? Quão gravemente foi ele atingido pelo dedo, quanta vergonha ele deve aturar, aquele que foi cunhado na matriz de moeda de homens! Seu campo está arruinado, Melhor quem o carrega do que quem o cria! Ó, mas tivera o artesão que me fez me criado, em vez disso, uma mulher digna. Hoje eu seria sábia e perspicaz. Nós teceríamos, minhas amigas e eu e ao luar giraríamos nosso fio e contaríamos nossas histórias umas às outras do anoitecer à meia-noite, contaríamos os acontecimentos do nosso dia, coisas bobas assuntos sem importância. Mas também eu ficaria muito sábia com a fiação e eu diria: "Que sorte eu tenho" de saber como fazer linho, como pentear [lã] e tecer rendas; [desenhar] botões em forma de taça, flores abertas, querubins, palmeiras, e todos os tipos de outras coisas boas, bordados coloridos e pontos em forma de sulco." |
| | |

## Obra
Calônimo adquiriu grande reputação tanto como escritor original quanto como tradutor. Começou sua carreira literária com apenas vinte anos. Suas traduções, que, com exceção de uma que foi impressa, ainda são manuscritas, incluem as seguintes (organizadas em ordem cronológica, sendo os títulos hebraicos os das traduções):
- Ha-'Ammud be-Shoroshe ha-Refuah, tradução da obra árabe Kitab al-'Imad fl Uṣul al-Ṭibb de Ali ibn Ridwan. Esta tradução, concluída em Arles em 10 de outubro de 1307 foi a segunda feita por Calônimo, tendo a primeira sido perdida em 1306 durante o banimento dos judeus da França.
- Sefer Galyanus be-Ḥaḳna ube-Kulga, obra de Galeno sobre clisteres e cólicas, da versão árabe de Hunaine ibne Ixaque.
- Sefer Galyanus be-Haḳḳazah, o trabalho de Galeno sobre sangria, provavelmente feito a partir da versão árabe de Hunayn ibn Ishaq.
- Tratado sobre os cinco corpos geométricos de Euclides, em relação à teoria de Apolônio de Perga, e o comentário de Simplício da Cilícia.
- Ha-Dibbur ha-Meshullash, tratado sobre o triângulo, de Abu Sa'adan.
- Sefer Meshalim be-Tishboret, sobre proposições matemáticas.
- Sefer ha-Temunah ha-Ḥittukit, um trabalho sobre geometria, intitulado Fi al-Shakl al-Ḳuṭṭa, de Thābit ibn Qurra.
- Ma'amar be-Iẓṭawwonot ube-Ḥiddudim, tratado sobre cilindros e cones.
- Bi'ur Sefer Ṭobiḳi, comentário de Averróis sobre os tópicos.
- Bi'ur Sufisṭiḳi, comentário de Averróis sobre sofismas.
- Bi'ur Sefer ha-Mofet, grande comentário de Averróis sobre a segunda análise.
- Sefer ha-Ẓemaḥim, tratado sobre as plantas, atribuído a Aristóteles, com o comentário de Averróis.
- Ma'amar be-Sekel weha-Muskal, tratado sobre o intelecto e o inteligível, de Alfarábi.
- Ma'amar be-Mispar ha-Ḥokmot, sobre a divisão das ciências, por Al-Farabi.
- Sefer ha-Peri ha-Niḳra Meah Dibburim, comentário sobre o Centiloquium de (Pseudo-)Ptolomeu, traduzido da versão árabe de Ahmad ibn Yusuf.
- Iggeret be-Ḳiẓẓur ha-Ma'amar be-Moladot, pequeno tratado sobre presépios, de Alquindi.
- Iggeret be-'Illot, tratado sobre a influência dos corpos celestes na chuva, de Alquindi.
- O comentário médio de Averróis sobre física.
- Sefer ha-Hawayh weha-Hippased, comentário médio de Averróis sobre geração e corrupção.
- Sefer Otot ha-Shamayim, comentário médio de Averróis sobre meteoros.
- Iggeret Ba'ale Ḥayyim, ("Tratado sobre Animais"), traduzido do vigésimo primeiro tratado da Enciclopédia dos Irmãos da Pureza, publicado em 1557 em Mântua e em 1704 em Frankfurt-on-the-Main. Esta tradução foi traduzida para o judaico-alemão por Enoch ben Ẓebi (Hanover, 1718) e para o alemão, sob o título Abhandlung über die Thiere, por Julius Landsberger (Darmstadt, 1882).
- Sefer Mah-she-aḥar ha-Ṭeba', comentário médio de Averróis sobre metafísica.
- Tratado de aritmética de Nicômaco, acompanhado por um comentário de Abu Sulaiman Rabiya ibn Yaḥya.
- Be-'Inyane ha-Kokabim ha-Nebukim, tradução do tratado de Ptolomeu sobre os planetas.
- Sefer Arshmidah, o tratado de Arquimedes sobre a esfera e o cilindro, traduzido da versão árabe de Costa ibn Luḳah.
- Iggeret be-Laḥiyt ube-Maṭar, tratado de Al-Kindi sobre umidade e chuva.
- Dissertações de Averróis sobre o primeiro livro dos Analíticos Anteriores.
- Iggeret be-Siddur Ḳeri'at ha-Ḥokmot, o tratado de Alfarábi sobre o método de estudar filosofia.
- Destructio Destructionis, uma tradução latina do árabe Tahafut al-Tahafut ("A Incorência da Incoerência") escrita por Averróis contra Algazali.

As obras originais de Calônimo são as seguintes:
- Uma resposta em hebraico dirigida a Joseph Caspi, em oposição aos Ḳundreṣim (Quiinterniones) deste último. A resposta refere-se principalmente ao trabalho de Caspi sobre a Bíblia, intitulado Ṭirat Kesef, ou Sefer ha-Sod. Depois de homenagear o talento e o saber de Caspi, Calônimo critica o livro, no qual afirma ter detectado muitos erros. Ele afirma que, em todo caso, mesmo que a obra fosse perfeita, não deveria ter sido publicada, por causa do tratamento desrespeitoso dos personagens bíblicos. A resposta foi publicada por Joseph Perles sob o título Kalonymos ben Kalonymos Sendschreiben an Joseph Caspi (Munique, 1879).
- Sefer Melakim, um tratado sobre aritmética, geometria e astrologia, do qual apenas um fragmento foi descoberto por Steinschneider (Munich MS. Nº 290). Este tratado foi composto a pedido de um "grande rei", que Steinschneider acredita ter sido Roberto de Anjou.
- Even Boḥan, um tratado ético composto no ano de 1322. O tratado está escrito em prosa cadenciada, imitando, embora com menos elegância, o estilo de Jedaiah Bedersi em suas Beḥinat 'Olam. O autor pretendia no Even Boḥan mostrar as perversidades de seus contemporâneos, bem como as suas próprias. Passam em revista todas as posições sociais de que os homens se orgulham e argumentam que são vaidade. No final ele enumera os sofrimentos de Israel e expressa a esperança de que Deus tenha piedade de Seu povo que, nos três anos (1319-22) durante os quais o Even Boḥan foi escrito, sofreu perseguição nas mãos dos pastores e dos leprosos, além de um auto-da-fé do Talmude em Toulouse. O livro também contém um poema que expressa o lamento de Calônimo por ter nascido homem e o desejo de ser mulher.[10] O Even Boḥan foi publicado pela primeira vez em Nápoles em 1489 e passou por muitas edições. Foi traduzido duas vezes para o alemão, primeiro por Moses Eisenstadt, ou, segundo Joseph Zedner, por Katzenellenbogen (Sulzbach, 1705), e depois em prosa cadenciada por W. Meisel (Budapeste, 1878).
- Masekhet Purim ("Tratado de Purim"), uma Torá de Purim, uma paródia destinada a ser lida durante o Purim,[11] escrita em Roma. Caricaturando o estilo rabínico de argumentação, o autor critica com humor a todos, sem excluir a si mesmo. Esse tipo de paródia encontrou muitos imitadores. O Masseket Purim foi publicado pela primeira vez em Pesaro (1507-1520).

Um grande número de outros trabalhos foram erroneamente atribuídos a Calônimo ben Calônimo.